# Adam Stefan Sapieha
Adam Stefan Sapieha (14. května 1867, Krasiczyn (Halič) – 23. července 1951, Krakov) byl polský kněz, arcibiskup krakovský a kardinál.

## Život

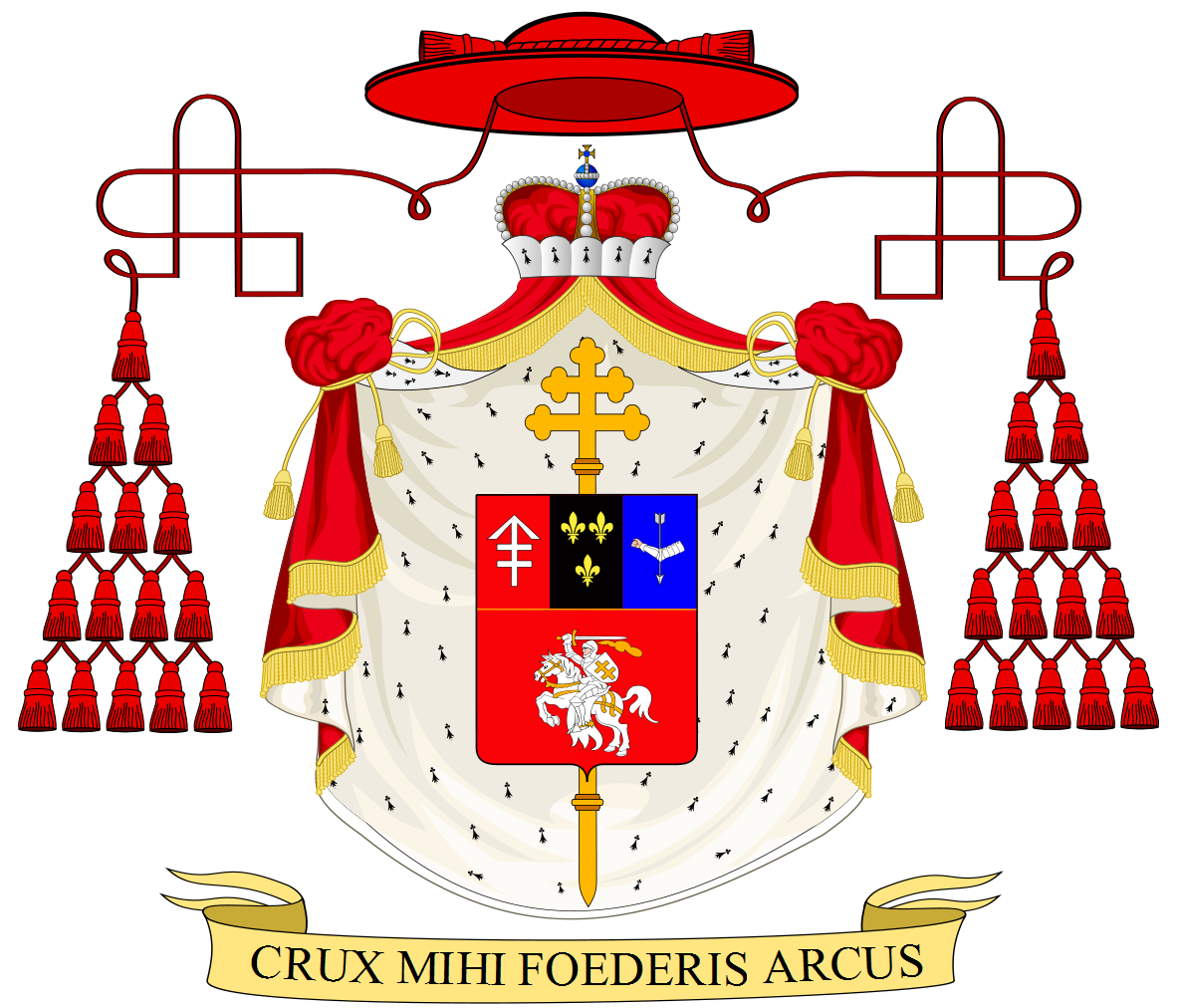

Pocházel z jednoho z nejvýznamnějších polsko-litevských šlechtických rodů a narodil se jako nejmladší ze sedmi dětí knížete Adama Stanislava Sapiehy a jeho manželky princezny Jadwigy. Maturoval ve Lvově roku 1886 a studoval práva na Vídeňské univerzitě a na katolickém institutu ve francouzském Lille, pokračoval v Krakově a promoval ve Vídni. Dále studoval teologii v Innsbrucku, práva a diplomacii v Římě na papežské univerzitě Gregoriana a roku 1893 byl vysvěcen na kněze. Přednášel na kněžském semináři ve Lvově a od roku 1898 byl jeho představeným. Roku 1911 byl jmenován biskupem krakovským, který tehdy měl místo v Haličském sněmu, a od roku 1925 se stal arcibiskupem. V letech 1922–1923 byl senátorem Polské republiky. Dostal se několikrát do konfliktu s Józefem Piłsudským a jeho politikou „sanace“. Za druhé světové války, když byl primas August Hlond v exilu v Paříži, reprezentoval polskou církev a choval se velmi statečně. Když okupanti zavřeli krakovský seminář, přestěhoval jej do arcibiskupského paláce, kde byli studenti – včetně budoucího papeže Karla Wojtyly – více méně chráněni před persekucemi. Sapiehův životopisec J. Czajkowski píše, že když mu guvernér Hans Frank nařídil vydat klíče od Wawelu, vzkázal mu, aby je nezapomněl vrátit, až odtud půjde pryč. Roku 1946 byl jmenován kardinálem a v témže roce vysvětil Wojtylu na kněze. Zemřel v roce 1951 a byl pohřben na krakovském Wawelu.

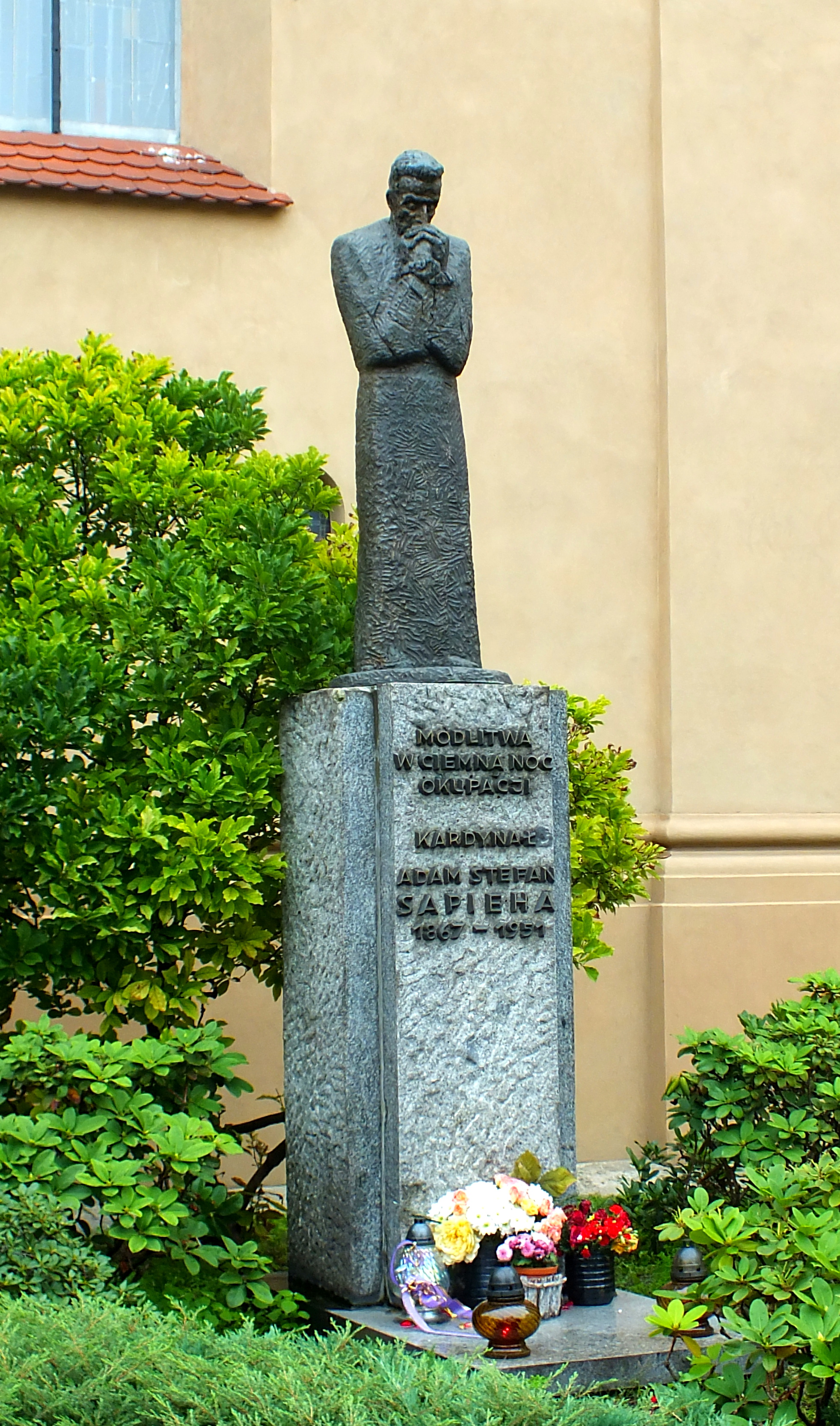
Pomník v Krakově